# Хани, Крис
Крис Хани (коса Chris Hani; 28 июня 1942, Кофимваба, Транскей — 10 апреля 1993, Боксбург) — южноафриканский революционер, генеральный секретарь Коммунистической партии ЮАР, член Национального исполкома АНК, начальник штаба Умконто ве сизве — вооружённого крыла Африканского национального конгресса.

## Биография
Родился в семье народа коса в городке Кофимвабе, Транскей. C 1959 по 1961 год учился в Университете Родса в Форте Хейр. С 1957 года член Юношеской лиги Африканского национального конгресса, с 1974 года член Национального Исполкома АНК. Крис Хани являлся активным участником освободительного движения. Впервые арестован в 1963 году по «Закону о борьбе с коммунизмом», после чего отправился в изгнание в Лесото. В общей сложности, жил в эмиграции в Ботсване, Замбии, Лесото, пережил несколько покушений.
В 1961 году вступил в Коммунистическую партию. В декабре 1991 года избран генеральным секретарем Компартии ЮАР.
Был убит 10 апреля 1993 года у порога своего дома в тот момент, когда Хани со своей дочерью Номаквези собирался на работу в Боксбурге. Убийство совершил Януш Валюсь, польский иммигрант, сторонник ультраправого Движения сопротивления африканеров, который получил оружие от депутата Консервативной партии Клива Дерби-Льюиса. Находясь в автомобиле, Валюсь выстрелил в Хани, затем ещё три раза в голову. Хотя Валюсь сменил автомобильные номера, свидетель расстрела предоставил властям достаточно точное описание автомобиля. Это событие имело целью сорвать намечающиеся переговоры между правительством и АНК.
«За одного Хани — тысячу буров!» — призывали на митингах чёрные радикалы. Председатель натальского отделения АНК Хэрри Гвала призвал чернокожих студентов овладевать огнестрельным оружием, для того чтобы «вести переговоры через прорези автоматов АК-47». Затем он сказал, что он «не готовится умереть за свободу, а готовится убивать за неё». Только личное вмешательство Нельсона Манделы позволило избежать кровопролития.
В октябре 1993 года Валюсь и Дерби-Льюис были приговорены к смертной казни. В 1995 году смертная казнь была заменена на пожизненное заключение.
В 2008 году Крис Хани посмертно награждён медалью Изитваландве.
Жак Деррида посвятил погибшему Хани свою книгу «Призраки Маркса».
В 2011 году средняя дочь Хани из трёх, Номаквези, умерла в возрасте 22 лет от астматического приступа.